# Chauvinelia arctica
Chauvinelia arctica är en ringmaskart som beskrevs av Averincev 1980. Chauvinelia arctica ingår i släktet Chauvinelia och familjen Acrocirridae. Inga underarter finns listade i Catalogue of Life.